# Kościół św. Marii Magdaleny w Nowym Miasteczku
Kościół pw. Świętej Marii Magdaleny w Nowym Miasteczku – rzymskokatolicki kościół parafialny w Nowym Miasteczku, w powiecie nowosolskim, w województwie lubuskim. Należy do dekanatu Kożuchów diecezji zielonogórsko-gorzowskiej.

## Historia
Pierwsza wzmianka o świątyni pochodzi z 1305 roku. W XIV wieku powstała budowla murowana. W XV wieku nawa i prezbiterium zostały pokryte sklepieniami, a od południa została wzniesiona empora. W XVI stuleciu od południa została wzniesiona nowa nawa z cylindryczną klatką schodową. Wieża w tym okresie została zakończona attyką w stylu renesansowym.  
Od 1540 roku do 1652 roku budowla była w posiadaniu luteran. Pożar, który zniszczył miasto w 1634 roku, nie oszczędził świątyni. Wypaloną budowlą zaopiekowali się jezuici, którzy przebudowali m.in. dach i ufundowali bogate wyposażenie w stylu barokowym.  
Świątynia została konsekrowana w 1702 roku. W 1824 roku została do kościoła dobudowana kruchta. W 1840 roku jeden z trzech dzwonów został oddany do kościoła w Gołaszynie, został zastąpiony nowym w 1844 roku. Dzwony zostały zarekwirowane podczas I wojny światowej.  

### Po II wojnie światowej
W latach 70. XX wieku świątynia była remontowana. W latach 1976–78 budowla została wyposażona w trzy nowe dzwony, które najpierw mieściły się na stelażu obok świątyni, a w 2006 roku zostały umieszczone na wieży, w tym samym czasie zostało zmienione pokrycie dachu. 

## Architektura
Pierwotna świątynia drewniana w XIV stuleciu została zastąpiona murowaną. Była to budowla o jednej nawie z prostokątnym prezbiterium od strony wschodniej i wieżą o trzech kondygnacjach od strony zachodniej. Druga nawa została dobudowana od strony południowej razem z cylindryczną klatką schodową, którą wchodzi się na emporę z arkadami. Od strony zachodniej mieści się dostawiona kruchta. Wieża posiada attykę i smukły dach iglicowy. 
We wnętrzu znajdują się różne sklepienia, np.: nawa główna nakryta jest sieciowym, boczna – krzyżowym, prezbiterium – gwiaździstym, zakrystia – kolebkowym z lunetami. 

## Wyposażenie
Wyposażenie reprezentuje głównie styl barokowy (zostało ufundowane przez jezuitów). Styl gotycki reprezentują rzeźby Chrystusa Frasobliwego i Piety, oraz pochodzący zapewne z XV stulecia tryptyk ołtarzowy Mistrza z Gościszowic, znajdujący się dawniej w kościele w Gołaszynie.